# Convenzione di Fontainebleau
La convenzione di Fontainebleau, del 10 ottobre 1807 fissò all'Isonzo la nuova linea di confine tra il Regno d'Italia napoleonico e l'impero d'Austria.

Tale trattato  è conosciuto anche col nome di convenzione addizionale di Fontainebleau, in quanto i suoi articoli sono da considerarsi un completamento del Trattato di Presburgo (dicembre 1805).

Così, mentre il Goriziano, assieme al neo-acquisito territorio di Monfalcone (precedentemente assegnato al Regno d'Italia napoleonico dalla Pace di Presburgo), rimase all'Austria fino 1809 per poi confluire nelle Province Illiriche napoleoniche, il Gradiscano e il Collio vennero a far parte del Regno d'Italia e inseriti nel dipartimento di Passariano. Gradisca divenne capoluogo di distretto e vi fu stabilita la sede della Viceprefettura dell'Isonzo, cui furono subordinati i cantoni di Gradisca, Cervignano, Cormons e Palma. La zona di Aquileia, costituita in cantone, fu invece aggregata al dipartimento dell'Adriatico con centro a Venezia.

Il nuovo confine viene fatto coincidere con il corso dell'Isonzo dalla sua foce fino al villaggio di Cristinizza presso Canale, da lì la linea di demarcazione tra le terre napoleoniche e quelle asburgiche, passa sullo Judrio, in corrispondenza di Bristof, per seguire il torrente fino alla sua sorgente per poi continuare sul vecchio confine veneziano.
Nella convenzione si può leggere:
Incominciando da colà continuerà il confine colla possibile linea retta, che da questo punto potrà tirarsi all'insù dell'antico confine presso il villaggio di Britof, di maniera che entrambi i paesi di Cristinizza e di Britof rimangano al Regno d’Italia.
Da qui resta l'antico confine sino alla cima del monte Matajur, e dal monte Matajur verrà nuovamente tirata una linea che corra a levante e settentrione di Starasela, e di là della cima di quel monte, il quale trovasi di sopra dei villaggi di Creda, Potocco e Boriana, in modo che questi villaggi insieme a Starasela rimangano al Regno d’Italia.
Questa linea va a terminare sulla cima del monte Stua.»